# Metalcamp
Metalcamp je godišnji heavy metal festival, koji se održava u Tolminu, u Sloveniji.
Prvi festival je održan 2004., te su od tada nastupili mnogi svjetski poznati sastavi, primjerice Slayer, Anthrax, Children of Bodom, Dimmu Borgir, Motörhead, In Flames, Immortal, Sepultura i drugi.

## Postave po godinama

### 2004.
Danzig, Apocalyptica, Hypocrisy, Sentenced, Primal Fear, Katatonia, Dew-Scented, Dead Soul Tribe, Fleshcrawl, Mnemic, Prospect, Belphegor, Ancient, Destruction, Brainstorm, Dark Funeral, Vintersorg, Finntroll, Green Carnation, Ektomorf, Noctiferia

### 2005.
Slayer, Hammerfall, Yngwie Malmsteen, In Extremo, Noctiferia, Betzefer, Suidakra, Soulfly, Obituary, J.B.O., Kataklysm, Ektomorf, Morgana Lefay, Graveworm, Hatesphere, Belphegor, Anthrax, Children of Bodom, Therion, Dissection, Disbelief, Exciter, The Duskfall, Reapers Prospect, Rising Dream

### 2006.
Amon Amarth, Hypocrisy, Jon Oliva's Pain, Nevermore, Deathstars, Decapitated, Scaffold, Dimmu Borgir, Testament, My Dying Bride, Soilwork, Wintersun, Evergrey, Heaven Shall Burn, Excelsis, Opeth, Kreator, Edguy, Kataklysm, Gorefest, Cataract, Mystic Prophecy, Mely

### 2007.
Motörhead, Blind Guardian, Cradle of Filth, Immortal, Hatebreed, Sepultura, Satyricon, Pain, The Exploited, Sodom, Doro, Grave Digger, Threshold, Unleashed, Converge, Dismember, Ensiferum, Die Apokalyptischen Reiter, Dew-Scented, Graveworm, The Vision Bleak, Disillusion, Born From Pain, Krypteria, Eluveitie, Aborted, Vreid, Korpiklaani, Sadist, Full Blown Chaos, Animosity, Prospect, Noctiferia, Eventide, Ars Moriendi, Sardonic, Nervecell

### 2008.
Meshuggah, Carcass, Amon Amarth, Kataklysm, Behemoth, Tankard, Brainstorm, Rage, Skyforger, Ministry, Wintersun, Helloween, Mystic Prophecy, Apocalyptica, Mercenary, In Flames, Finntroll, Subway to Sally, Drone, The Sorrow, Gorilla Monsoon, Alestorm, Sahg, Hate, Morbid Angel, Onslaught, Korpiklaani, Evergrey, Opeth, Six Feet Under, October file, In Extremo, Exterminator

### 2009.
Hatebreed, Blind Guardian, Lamb of God, Nightwish, Dimmu Borgir, Edguy, Kataklysm, Destruction, My Dying Bride, Sodom, Legion Of The Damned, Graveworm, Die Apokalyptischen Reiter, Sonic Syndicate, Keep Of Kalessin, Hollenthon, Hackneyed, Deathstars, Kreator, Vader, Dragonforce, A New Dawn, Arsames, D-Swoon

### 2010.
Immortal, Behemoth, Cannibal Corpse, Sonata Arctica, Obituary, Sabaton, Overkill, Finntroll, Korpiklaani, Leaves' Eyes, Ensiferum, Equilibrium, The Exploited, Decapitated, Epica, Insomnium, Kalmah, The Devils Blood, Ex Deo, Rotting Christ, Trail of Tears, Suicidal Angels, Demonical, Metsatoll, Insision, Heidevolk, Dornenreich, Omega Lithium, Enochian Theory, Abstinenz, Ashes You Leave, D-Swoon, S.A. Sanctuary

### 2011.
Accept, Achren, Airbourne, Alestorm, Amorphis, Arch Enemy, Ava Inferi, Avatar, Beholder,
Blind Guardian, Brainstorm, Brujeria, Bulldozer,
Cold Snap, Death Angel, Deicide, Die Apokalyptischen Reiter, Hate, Imperium Dekadenz, In Extremo, In Solitude, Kalmah, Obscura, October File, Rising Dream, Ritam Nereda, Serenity, Slayer, Suicidal Angels, Taake, Thaurorod, The Ocean, Trollfest, Vanderbuyst, Visions Of Atlantis, Vulture Industries, Watain, Winterfylleth, Wintersun, Virgin Steele, Zonaria

## Vanjske poveznice
- Službena stranica  Arhivirana inačica izvorne stranice od 10. kolovoza 2009. (Wayback Machine) (slov.) (engl.) (tal.) (njem.)